# 小行星35056
小行星35056（35056 Cullers）是一颗绕太阳运转的小行星，为火星轨道穿越小行星。该小行星于1984年9月28日发现。

## 轨道参数
小行星35056的轨道半长轴为2.4448761 UA，离心率为0.320。